# San Pedro Cajonos
San Pedro Cajonos là một đô thị thuộc bang Oaxaca, México. Năm 2005, dân số của đô thị này là 989 người.